# Sjkanjkajaure
Sjkanjkajaure är en sjö i Arjeplogs kommun i Lappland och ingår i Piteälvens huvudavrinningsområde. Sjön har en area på 0,433 kvadratkilometer och ligger 518 meter över havet. Sjkanjkajaure ligger i Piteälven Natura 2000-område. Sjön avvattnas av vattendraget Sjkanjkajåkåtj.

## Delavrinningsområde
Sjkanjkajaure ingår i det delavrinningsområde (737411-162463) som SMHI kallar för Utloppet av Sjkanjkajaure. Medelhöjden är 592 meter över havet och ytan är 19,23 kvadratkilometer. Räknas de 6 avrinningsområdena uppströms in blir den ackumulerade arean 35,98 kvadratkilometer. Sjkanjkajåkåtj som avvattnar avrinningsområdet har biflödesordning 2, vilket innebär att vattnet flödar genom totalt 2 vattendrag innan det når havet efter 211 kilometer. Avrinningsområdet består mestadels av skog (81 procent) och sankmarker (13 procent). Avrinningsområdet har 0,49 kvadratkilometer vattenytor vilket ger det en sjöprocent på 2,6 procent.